# Вознесенка (Червоногвардійський район)
Вознесе́нка (рос. Вознесенка) — село у складі Червоногвардійського району Оренбурзької області, Росія.

## Населення
Населення — 251 особа (2010; 285 у 2002).
Національний склад (станом на 2002 рік):
- росіяни — 99 %